# Бойяи, Янош
Я́нош Бо́йяи (венг. Bolyai János, [ˈjaːnoʃ ˈboːjɒi]; 15 декабря 1802, Коложвар — 27 января 1860, Марошвашархей) — венгерский математик, один из первооткрывателей неевклидовой геометрии (называемой теперь геометрией Лобачевского).
В русских источниках встречается множество вариантов написания его фамилии: Бояи, Бойаи, Бояй, Больяи, Больяй,  в старых источниках встречаются также варианты Болье и Больэ.

## Биография

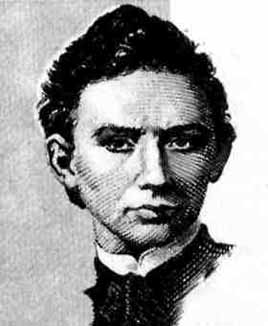
Портрет Бояи в молодости с венгерской почтовой марки

Янош Бойяи родился в трансильванском городе Коложваре; в наши дни это Клуж-Напока, Румыния, а тогда город принадлежал Австрийской империи. Имел венгерско-секейское и частично саксонское происхождение. Был первым ребёнком своих родителей; его единственная сестра умерла в младенчестве. Мальчик уже в семь лет проявлял заметные способности к языкам и музыке, и отец его, известный венгерский математик Фаркаш Бойяи, выпускник Гёттингенского университета, ещё в раннем возрасте преподал сыну основы математических знаний. Бойяи происходили из обедневшего, но древнего мадьярского рода; в XIV—XVIII веках им принадлежал укреплённый родовой замок Бойя, в котором и родился отец Фаркаш. 
В 1817 году Янош сдал выпускной экзамен, став лучшим учеником в своем классе. У Фаркаша Бойяи возникла идея отправить сына во всё тот же Гёттингенский университет, и он обратился за помощью к своему другу, уже всемирно известному Гауссу. Поскольку тот на письмо не ответил, Бойяи-младший в 1818 году поступил в Военно-инженерный колледж в Вене. В 1822 году Янош закончил его, сдав семилетний курс за 4 года. Вскоре он разочаровался в выбранном учебном заведении: математику там преподавали только первые два года, и ему приходилось выполнять бесчисленные утомляющие его обязанности. При этом уже в колледже он настолько увлёкся исследованием пятого постулата Евклида, что отец с тревогой советовал Яношу:

Ты должен бросить это как самое гнусное извращение. Оно может отнять у тебя всё время, здоровье, разум, все радости жизни. Эта чёрная пропасть в состоянии, может быть, поглотить тысячу таких титанов, как Ньютон.

Янош не внял совету отца. Вскоре он пришёл к выводу, что пятый постулат недоказуем и независим от остальных. Это означало, что, заменив его на альтернативный, можно построить новую геометрию, отличную от евклидовой. Примерно в 1820—1823 годах Бойяи заканчивает трактат с описанием новой геометрии. Он шутил в письме к отцу: «Я создал странный новый мир из ничего!».
В 1823 году Бойяи был направлен на армейскую службу, младшим лейтенантом в военно-инженерные войска — сперва в фортификационное управление Темешвара (Тимишоары), затем в Арад. С мая 1831 года он служил инженерным офицером в техническом и фортификационном управлении Галицкого генерального командования во Львове (Лемберге) в звании капитана второго ранга, а в 1832 году был переведен в Оломоуц. По дороге к месту службы с ним произошел несчастный случай, в результате которого он получил сотрясение мозга. Всего он отдал армии 11 лет, считался отличным офицером и замечательным танцором. Владел 9 языками, включая китайский и тибетский. Никогда не пил и не курил.
В 1832 году отец опубликовал своё сочинение, а в приложении к нему — работу сына, вошедшую в историю математики под именем Appendix (приложение). Полное название труда Яноша Бойяи: «Приложение, содержащее науку о пространстве, абсолютно истинную, не зависящую от истинности или ложности XI аксиомы Евклида (что a priori никогда решено быть не может)».

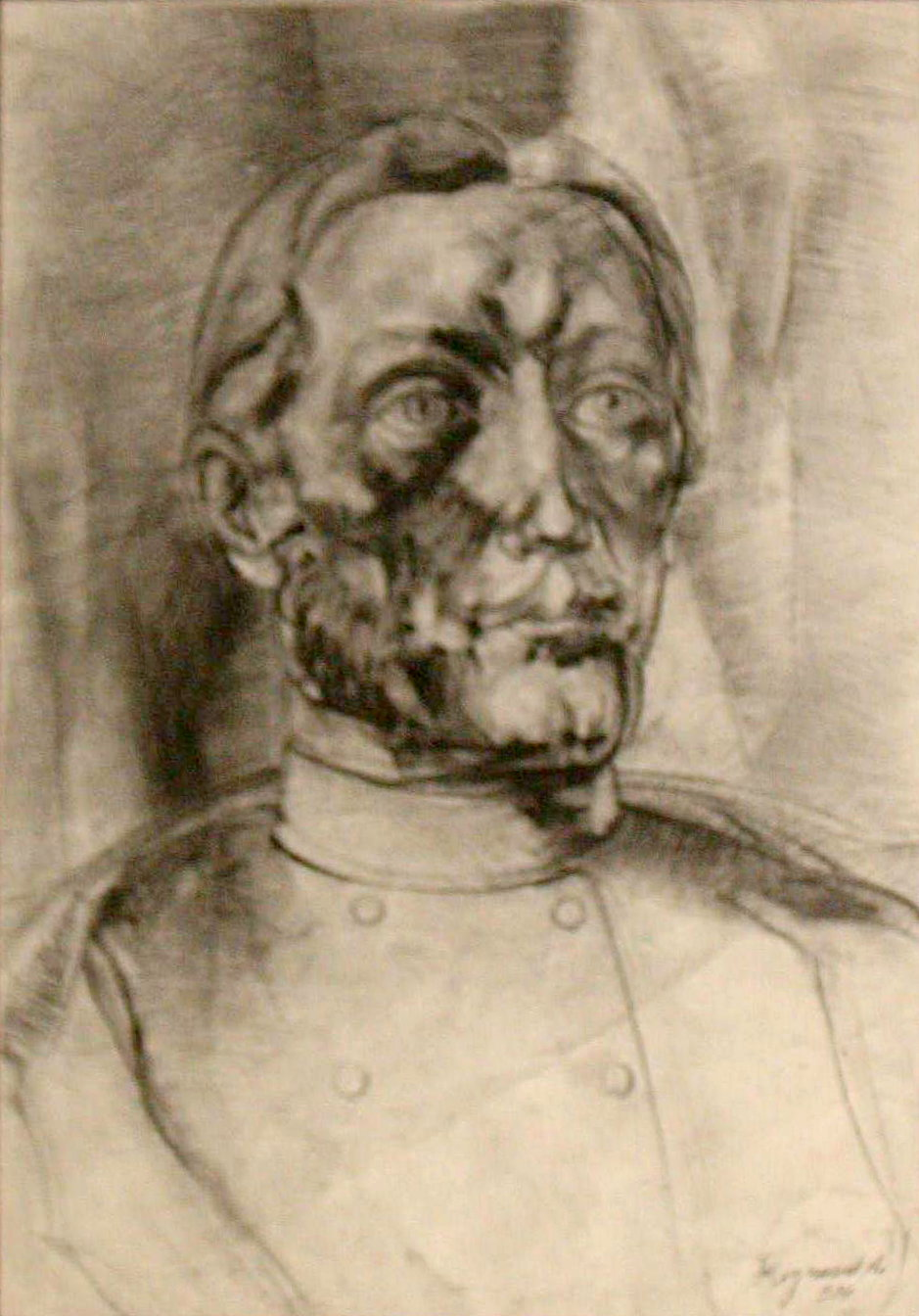
Воображаемый портрет Бойяи.
(художественное произведение Аттилы Жигмонда)

«Аппендикс», как и работы Лобачевского, остался непонятым и незамеченным современниками.
Годом ранее (1831) Фаркаш Бойяи послал оттиск «Аппендикса» своему давнему другу, тогдашнему «королю математиков» Гауссу. Прочитав сочинение, Гаусс написал одному из своих друзей: «Этот юный геометр Бойяи — гений высшего класса». Как выяснилось много позже, Гаусс сам тайком развивал неевклидову геометрию (ещё с начала 1820-х годов), однако ничего на эту тему так и не опубликовал. Самому же Фаркашу Гаусс ответил: «Оценить это — всё равно что оценить себя. Потому что всё, что там написано, совпадает с моими собственными размышлениями последних 30—35 лет на эту тему».
Печальная новость, что его опередили, ошеломила молодого Бойяи, только что произведённого в капитаны. Его здоровье пошатнулось, характер портится, и вскоре он уходит в отставку (1833). Пенсии он не выслужил, жил на средства отца. Пытался продолжить математические работы, начинает и вскоре забрасывает несколько сочинений, очень интересных по своим идеям.
В 1834 году Янош вступил в гражданский брак с Розалией Кибеди Орбан (Rozália Kibédi Orbán), на которой женился в мае 1849 года; ранее он не мог сделать этого из-за отсутствия залога, необходимого для военных офицеров. У них родились двое детей.
Разделяя чаяния революции 1848—1849 годов, он вместе с тем из-за болезни не откликнулся на призыв к отставным офицерам вступить в армию, но написал письмо Лайошу Кошуту, предлагая свои услуги правительству, которое, как он ожидал, должно было реализовать его идеи на благо страны; дальнейшая судьба петиции неизвестна, возможно, что Бойяи так её и не отправил. 
В 1848 году Янош Бойяи обнаружил труд Н. И. Лобачевского, который ещё в 1829 году, на 3 года раньше Бойяи, опубликовал сходную по идеям работу. Бойяи в ярости. Он подозревает, что у него украли лучшие идеи, что никакого Лобачевского никогда не существовало, и всё это проделки зловредного Гаусса. В то же время он восхищается мастерством и остроумием доказательства некоторых теорем. Последние годы Бойяи омрачены тяжёлым душевным разладом.
В 1852 году Бойяи разошёлся с Розалией и переехал в съёмную комнату. Начал несколько новых исследований, но ни одно не довёл до завершения. В январе 1860 года он заболел пневмонией и менингитом и вскоре умер. Два дня спустя его похоронили в военной форме, но в безымянной могиле. После его смерти были обнаружены более 20000 листов незаконченных математических рукописей. Однако «Аппендикс» так и остался единственной его работой, напечатанной при жизни автора.

## Увековечение памяти
В честь учёного названы:
- Кратер Больяй на Луне.
- Астероид (1441) Бойяи[8] (1937 год).
- Университет в Клуж-Напоке.
- Международная математическая премия Венгерской академии наук (Bolyai János nemzetközi matematikai díj)[9].

Памятникии
Памятник Яношу и его отцу  в Тыргу-Муреш
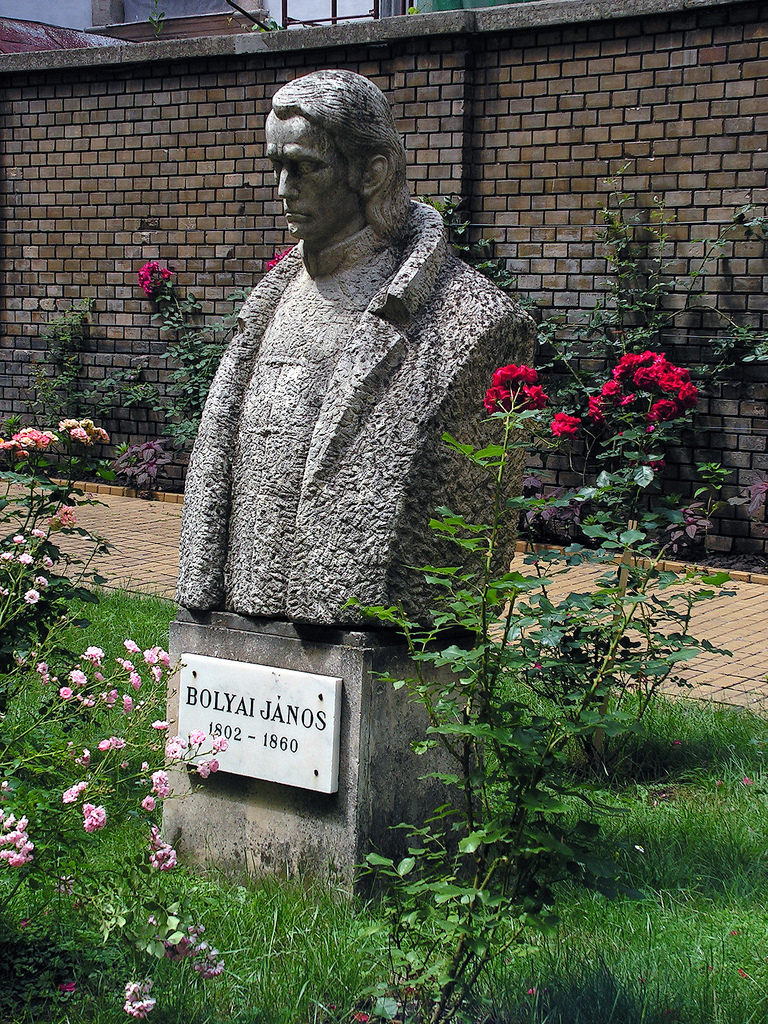
Памятник в Клуж-Напоке
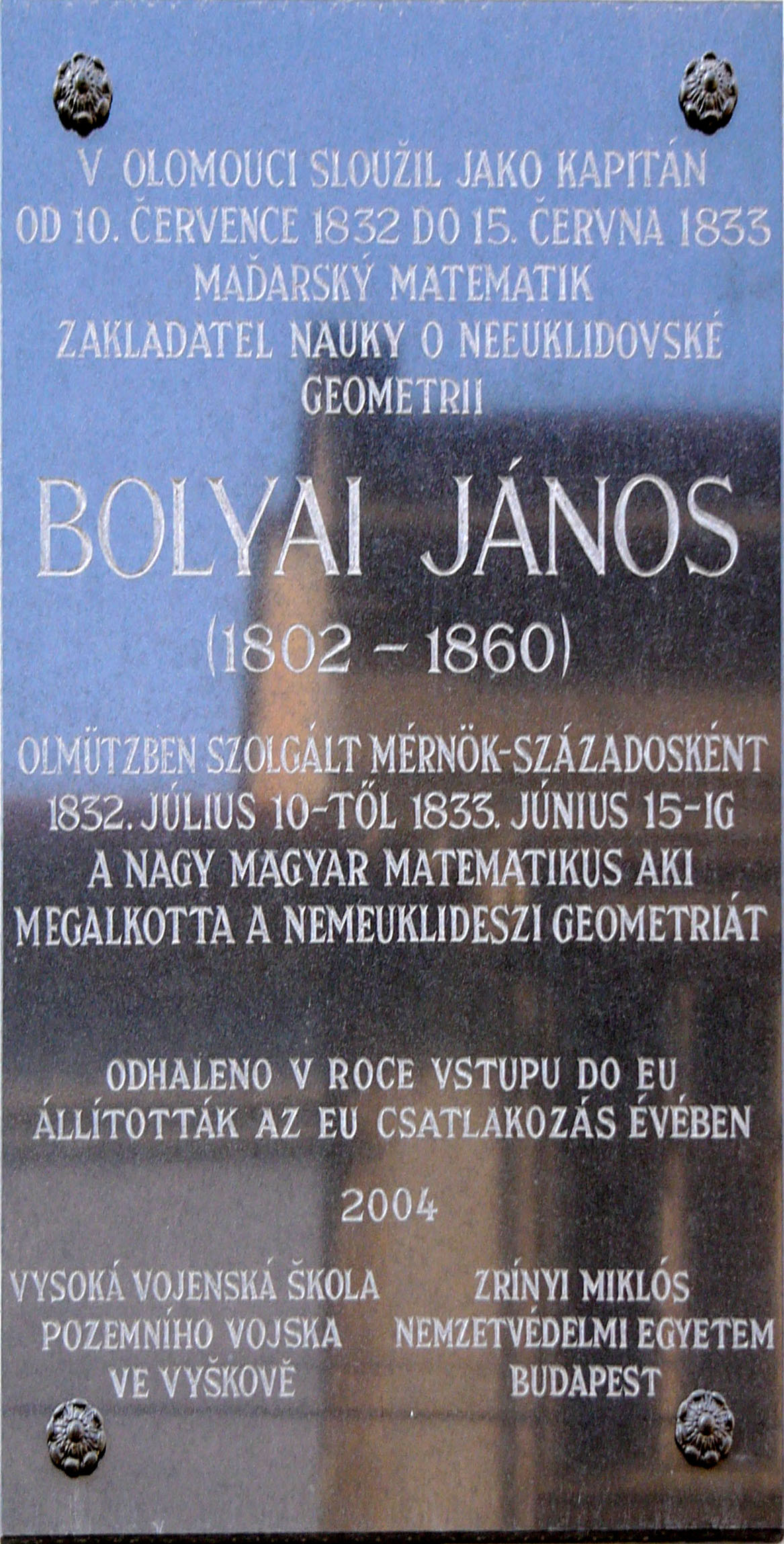
Памятная доска в Оломоуце (Чехия)
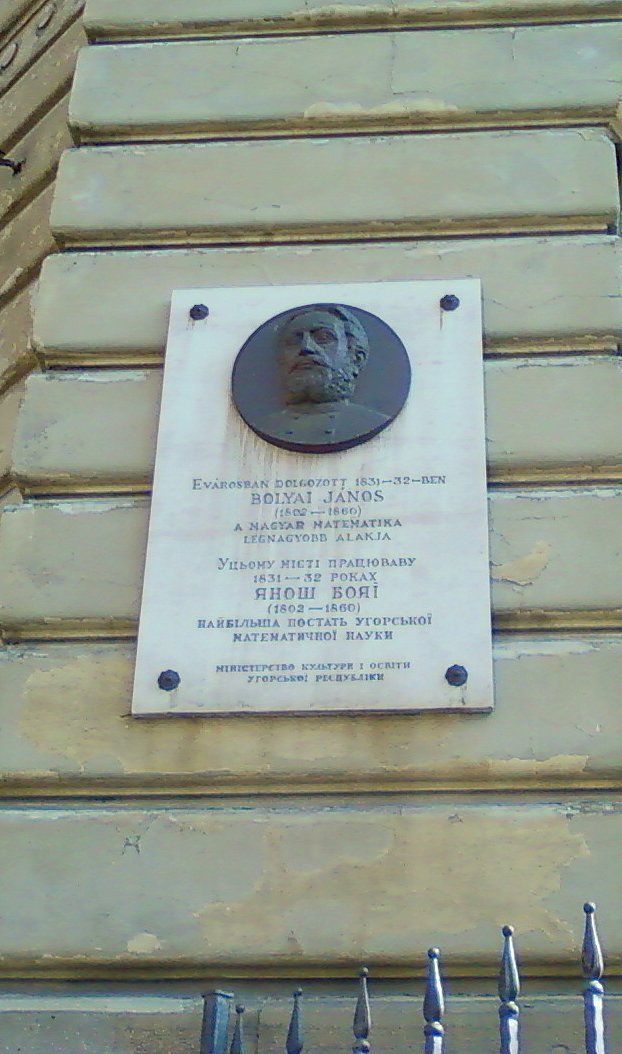
Памятная доска на здании Львовского университета, Украина

## Труды
- Больаи Я. Appendix. Приложение, содержащее науку о пространстве абсолютно истинную, не зависящую от истинности или ложности XI аксиомы Евклида / Перевод с латинского, вступительные статьи и примечания В. Ф. Кагана. М.—Л.: ГИТТЛ, 1950. — 243 с.
- Больаи Я. Аппендикс. Архивная копия от 21 апреля 2013 на Wayback Machine В сборнике: Основания геометрии, М., ГИТТЛ, 1956.